# Joachim Meier
Joachim Meier (* 10. August 1661 in Perleberg; † 2. April 1732 in Göttingen) war ein deutscher Schriftsteller der Barockzeit.

## Leben
Meier besuchte die Schulen in Lüneburg und Braunschweig, und schon hier zeichnete sich sein vielseitiges Talent auf literarischem und musikalischen Gebiet ab. Anschließend immatrikulierte er sich an der Universität Marburg, um Rechtswissenschaft zu studieren, und schloss 1685 vorerst mit einer Arbeit über die Rechte der Kurfürsten ab. Erst im späteren Leben sollte er das juristische Studium bis zum Dr. jur. 1707 vollenden. Lediglich dank seiner musikalischen Begabung erlangte er vorerst eine Anstellung als Kantor am Göttinger Gymnasium, wo er später auch andere Fächer unterrichtete. Durch Rechtsberatung wie auch Veröffentlichung populärer „galanter“ Romane fand er ein lukratives Nebenverdienst. Auch auf genealogischem, historischem und juristischem Gebiet gab er mehrere Schriften heraus. Da sich die Fortsetzung seiner Lehrtätigkeit ohnehin immer unerfreulicher entwickelte, entschloss er sich kurzerhand, den Rest seines Lebens als freiberuflicher Schriftsteller, Historiker, Rechtsberater und Privatgelehrter in Göttingen zu verbringen.

## Werke (Auswahl)
- Jean de la Chapelle (Übers.): Durchl. Römerin Lesbia, das ist, alle Gedichte des berühmten lateinischen Poeten Catullus … in einer anmuthigen Liebes-Geschichte. Leipzig 1690.
- Leben, Thaten und Todt Heinrich des Leuen. Göttingen 1694.
- Zaraide, oder die gerechtfertigte Unschuldige … in einer anmuthigen Liebes-Geschichte. Frankfurt am Main, Leipzig 1695.
- Marie de Villedieu (Übers.): Die Türckische Asterie. Frankfurt am Main, Leipzig 1700.
- Der Durchlauchtigsten Hebreerinnen … Heldengeschichte. Lüneburg 1697.
- Die Durchläuchtigste Polnische Venda. Goslar 1702.
- Die Amazonische Smyrna. Frankfurt am Main, Leipzig 1705.
- Unvorgreiffliche Gedancken über die Neulich eingerissene Theatralische Kirchen-Music und Denen darinnen bishero üblich gewordenen Cantaten mit Vergleichung Der Music voriger Zeiten zur Berbesserung der Unsrigen. 1726. (Digitalisat in der Digitalen Bibliothek Mecklenburg-Vorpommern)
- Der anmaßliche Hamburgische Criticus sine Crisi. Lemgo 1728. (Digitalisat)
- Jean de la Chapelle (Übers.): Die Durchlauchtigste Römerin Delia, das ist, alle Gedichte des berühmten lateinischen Poeten Tibullus … in einem curieusen Roman. Frankfurt am Main, Leipzig 1706–1707.
- Charles Johnson (Übers.): Schauplatz Der Englischen See-Räuber. Goslar 1728. (Digitalisat)